# Shlomo Zemach
Shlomo Zemach (en hebreo: שלמה צמח‎); (Płońsk, Imperio Ruso, 2 de junio de 1886 - Jerusalén, Israel, 6 de noviembre de 1974) fue un autor, agricultor y pionero sionista israelí.

## Biografía
Zemach nació en 1886 en Płońsk, Polonia, entonces parte del Imperio Ruso. Su familia era la más rica de Płońsk, y era descendiente del rabino Avraham Gombiner (conocido como el "Magen Avraham") y su descendiente, el rabino Zvi Hirsch HaLevi de Plonsk (conocido como la "Planta (Zemach) de Avraham", de donde se origina el apellido de Zemach). Fue amigo de la infancia de David Ben-Gurion. Zemach recibió una educación judía tradicional en jeder y beit midrash. En 1900, a la edad de 14 años, Ben-Gurion y Zemach fundaron una asociación de jóvenes sionistas en Płońsk, bajo el nombre de Asociación Ezra, cuyos miembros solo hablaban hebreo.
En 1904, Zemach fue el primer sionista en emigrar de Płońsk a Eretz Israel al comienzo de la Segunda Aliyá, utilizando 300 rublos que su padre le había confiado para llevar al banco. Trabajó como obrero agrícola durante cinco años en diferentes moshavot. En 1905, fue uno de los fundadores de la organización sionista Hapoel Hatzair, y uno de los iniciadores de HaHoresh junto con Eliezer Shohat en 1907. En 1906 regresó a Płońsk para hacer las paces con su familia y a principios de septiembre viajó de regreso a Israel con Ben Gurion, Rachel Nelkin y su madre Shoshana.
Mientras estaba en Rehovot en 1908, conoció a Hemda Polansky. Ella era de una familia rica. Se mudaron a un apartamento en Jerusalén propiedad de sus hermanos. Tenían salones literarios del cual Ben Gurion era un visitante habitual. En la primavera de 1911 regresaron a Płońsk y se divorciaron.
Zemach estudió desde 1909 agricultura, literatura y filosofía en Francia, graduándose en 1914 de ingeniero agrónomo y fue a visitar la casa de sus padres en Płońsk, donde se vio envuelto en el estallido de la Primera Guerra Mundial. Se dedicó a la actividad literaria en Varsovia y más tarde en Odessa, donde editó el periódico Ereẓ, y se dedicó a otras actividades literarias. En 1921 regresó a Eretz Israel, para ejercer como maestro en la escuela agrícola Mikve Israel y más tarde dirigió el departamento de capacitación en la estación de experiencia agrícola de la administración sionista. En 1933, fue el principal fundador de la Escuela Agrícola Kaduri, desempeñándose como su primer director. Fue solo después de su retiro que comenzó a dedicarse exclusivamente al trabajo literario.
Escribió varios libros de no ficción, artículos sobre agricultura y fue crítico literario. En su libro "Primer año", publicado en 1952, dio cuenta de sus conversaciones con los campesinos sobre los problemas de la época. Editó la revista literaria Maazanim y la revista Examinations in Literary Criticism publicada por el Instituto Bialik, desde su creación en 1952 hasta 1956, cuando renunció. Como resultado, la publicación de la revista dejó de publicarse en 1957. 
Shlomo Zemach falleció en 1974. Su hija, Ada Zemach, fue una erudita y traductora de literatura, y su primo David Zemach fue traductor y publicista en Europa.
En 2006, la erudita literaria Nurit Govrin publicó un artículo en Haaretz, en el que describió las relaciones de amistad-rivalidad que prevalecieron durante toda su vida entre Ben-Gurion y Zemach desde su infancia en Plonsk. La investigadora analizó la historia de una planta llamada "Razla y Atra" publicada en 1930, que cuenta la historia de dos mulas, y encontró en ella una alegoría sobre la relación entre el escritor y Ben-Gurion.
En 2010, se publicó el libro de Arie Bodenheimer "Gracias al camarada de Plonsk", que cuenta la historia de Shlomo Zemach, incluida la historia de amistad y desacuerdos con David Ben-Gurion.

## Premios y distinciones
- En 1944, Zemach recibió el Premio Bialik de Literatura, junto con Yehuda Karni.[10]
- En 1955, recibió el Premio Brenner de Literatura, junto con Yeshuron Keshet.
- En 1965, fue galardonado con el Premio Israel de Bellas letras.[11]
- Una calle en Jerusalén, en el barrio de Yefe Nof, lleva su nombre.

## Obras publicadas
- Elijah Margaret (romana), Varsovia: Prensa judía, 1921.
- Primer año, publicado por Am Oved, 1952.
- Historias de la vida de la tierra, publicado por Rubin Mass Press, 1939.
- Ensayo y crítica, publicado por Dvir, 1954.

## Otras lecturas
- Gracias a un amigo de Plonsk, por Arieh (Buda) Bodenheimer, 2010. Cuenta la historia de Zemach, incluida su relación con Ben-Gurion.[12]